# Monika Boehm-Tettelbach
Monika Boehm-Tettelbach (auch Monika Horstmann, Thiel-Horstmann, Jordan-Horstmann; * 3. Juni 1941 in Berlin) ist eine deutsche Indologin und emeritierte Hochschulprofessorin der Ruprecht-Karls-Universität Heidelberg. Ihre Forschungsschwerpunkte sind religiöse Literaturen und Religionsgeschichte Nordindiens seit dem 16. Jahrhundert, besonders in Hinsicht auf die Verbindung von Religion und Politik.

## Leben
Monika Boehm-Tettelbach studierte von 1960 bis 1966 Indologie, Altiranistik, Hethitisch und Ethnologie an der Freien Universität Berlin und promovierte dort bei Heinz-Jürgen Pinnow (1925–2016) zu einer Sprache des nordöstlichen Indiens. Danach war sie wissenschaftliche Assistentin am Seminar für Indische Philologie an der Freien Universität Berlin (1966–1969) und am indologischen Seminar an der Rheinischen Friedrich-Wilhelms-Universität Bonn (1969–1973), bevor sie sich 1975 an der letztgenannten für das Fach Indologie mit einer Arbeit zu Volksliedliteratur des nordöstlichen Indiens habilitierte und dort anschließend als Privatdozentin und ab 1979 als außerplanmäßige Professorin für Indologie tätig war. Währenddessen war sie 1976 Gastdozentin an der Abteilung Indologie des Instituts für orientalische Sprachen der Universität Stockholm und 1985/1986 an der Fakultät für Asienstudien der Australian National University. 1989 wurde Boehm-Tettelbach C3-Professorin für Indologie an der Universität zu Köln, wechselte aber schon im nächsten Jahr auf eine C4-Professur für neusprachliche Südasienstudien der Otto-Friedrich-Universität Bamberg und war dort von 1992 bis 1994 Dekanin der Fakultät für Sprach- und Literaturwissenschaften. 1994 folgte sie dem Ruf einer C4-Professur für moderne Indologie der Ruprecht-Karls-Universität Heidelberg in Verbindung mit der Leitung der Abteilung für neusprachliche Südasienstudien bis zu ihrer Emeritierung 2006. Dort war sie zwischen 1996 und 1998 geschäftsführende Direktorin des Südasien-Instituts. Im Jahr 2002 war sie Gastdozentin an der École Pratique des Hautes Études in Paris als Repräsentantin für Westeuropa der Mahatma Gandhi International Hindi University in Wardha.
Bei der Deutschen Forschungsgemeinschaft war Monika Boehm-Tettelbach von 1988 bis 1992 Fachgutachterin bzw. ist seit 2000 stellvertretende Fachgutachterin der Fachgruppe Indologie und Altiranistik, Mitglied des Schwerpunktprogramms „Umstrittene Zentren: Konstruktion und Wandel sozio-kultureller Identitäten in der indischen Region Orissa“ (SPP 1066) und war von 2002 bis 2013 Mitglied des Sonderforschungsbereichs 619 zur „Ritualdynamik: Soziokulturelle Prozesse in historischer und kulturvergleichender Perspektive“, wobei sie von 2002 bis 2009 Leiterin des Teilprojekts B5 „Höfische Rituale im Fürstentum Jaipur und deren Neuauflage in der Gegenwart“ war. Zwischen 1991 und 1995 war sie Mitglied des Beirats für Wissenschafts- und Hochschulfragen des Bayerischen Staatsministers für Unterricht, Kultur, Wissenschaft und Kunst.
1992 wurde sie zum Honorary Fellow des Government Sanskrit College in Kalkutta. 2004 erhielt das Südasieninstitut, vertreten durch die beiden Abteilungsleiter Monika Boehm-Tettelbach und Axel Michaels, den Landeslehrpreis des Landes Baden-Württemberg verliehen. Im Jahr 2017 erfolgte die Ernennung zum Foreign Honorary Member der American Academy of Arts and Sciences.

## Werke (Auswahl)
- Sadani. A Bhojpuri Dialect Spoken in Chotanagpur (Bihar) (= Indologia Berolinensis. Nr. 1). Otto Harrassowitz, Wiesbaden 1969 (englisch).
- Sadani-Lieder. Studien zu einer nordindischen Volksliedliteratur (= Neuindische Studien. Nr. 5). Otto Harrassowitz, Wiesbaden 1978.
- Crossing the Ocean of Existence. Braj Bhāṣā Religious Poetry from Rajasthan. A Reader. Otto Harrassowitz, Wiesbaden 1983 (englisch).
- Nächtliches Wachen. Eine Form indischen Gottesdienstes (= Indica et Tibetica. Nr. 6). Indica et Tibetica Verlag, Bonn 1985.
- Leben aus der Wahrheit. Texte aus der heiligen Schrift der Sikhs (= Klassiker der östlichen Meditation. Nr. 3). Benziger, Zürich 1988.
- Dādū. Lieder (= Beiträge zur Südasienforschung. Nr. 138). Franz Steiner, Stuttgart 1991.
- In Favour of Govinddevjī. Historical Documents Relating to a Deity of Vrindaban and Eastern Rajasthan. In collaboration with Heike Bill. Indira Gandhi National Centre for the Arts and Manohar, Delhi 1999 (englisch).
- Banāsā. A Spiritual Autobiography. Otto Harrassowitz, Wiesbaden 2003 (englisch).
- Felsinschriften. Zeitgenössische Hindi-Lyrik (= Moderne indische Literatur. Nr. 7). Draupadi-Verlag, Heidelberg 2007.
- Der Zusammenhalt der Welt. Religiöse Herrschaftslegitimation und Religionspolitik Mahārājā Savāī Jaisinghs (1700–1743) (= Khoj – A Series of Modern South Asian Studies. Nr. 8). Otto Harrassowitz, Wiesbaden 2009.